# Tridentiger microsquamis
Tridentiger microsquamis är en fiskart som först beskrevs av Wu, 1931.  Tridentiger microsquamis ingår i släktet Tridentiger och familjen smörbultsfiskar. Inga underarter finns listade i Catalogue of Life.